# Roland Cassone
Roland Cassone, né en 1944 à Marseille au sein d'une famille sicilienne, est une figure du milieu marseillais .
Le nom de Roland Cassone, d'origine sicilienne, émerge dès les années 1970 dans la sanglante lutte des clans. À cette époque, deux clans s'opposent à Marseille: celui de Francis le Belge et celui de Tany Zampa. Contrairement à Jacky Imbert, allié avec Zampa, Roland Cassone et son frère Serge étaient avec le gang de la "Belle de Mai", celle de Francis le Belge. Mais quand Jacky le Mat, en 1977, échappe à la tentative d'assassinat de Zampa, Roland et Serge Cassone changent de camp et se rangent du côté du "Mat". Serge Cassone était considéré comme le "fils spirituel" de Jacky jusqu'au règlement de comptes qui élimine ce dernier et dont Roland réchappe. Il décide alors de s'imposer seul dans la discrétion.
Intelligent et discret de l'avis même des enquêteurs, Roland menait une vie en apparence rangée à l'abri sur sa colline de Simiane-Collongue, entre Aix et Marseille. Son activité principale était le blanchiment d'argent. Mais son action est d'autant plus mal connue que les circuits et montages financiers sont d'une complexité inouïe.
Cette complexité fait que son casier judiciaire ne contient quasiment rien. Mais cette intouchabilité semble s'achever. En effet, le 2 décembre 2007, Roland Cassone a été mis en examen et écroué à la suite d'une affaire de blanchiment d'argent en lien avec le cercle de jeux Concorde, dans le 9e arrondissement de Paris.
Malgré ses dénégations, des relevés bancaires démontreraient son implication dans le financement du cercle Concorde. Dans le cadre de cette affaire, 20 personnes ont été arrêtées, des figures discrètes du monde des jeux, corses pour la plupart, dont le gérant du cercle, Paul Lantiéri, actuellement en fuite.
Ils sont suspectées d'avoir établi un réseau de blanchiment permettant de recycler de l'argent sale en provenance du Sud de la France.
Roland Cassone s'est fait remarquer en intervenant auprès des supporters marseillais pour les calmer, pour le compte de Robert Louis-Dreyfus. En effet les supporters marseillais, notamment ceux des virages, insultaient copieusement la femme du milliardaire, frustrés de voir leur équipe perdre. La contrepartie était l'engagement de la fille de Cassone au sein de Neuf Télécom.
Il a depuis été relâché.